# 접시조개상과
접시조개상과는 백합목 (동물)에 속하는 조개의 분류이다. 한반도와 일본 홋카이도 이북, 사할린, 오호츠크해 등지의 펄과 모래가 섞인 조간대에서 살며 얇은대양조개, 노랑꼭지대양조개, 왜접시조개, 분홍접시조개, 붉은줄접시조개, 민띠접시조개 등이 있다. 크기는 분홍접시조개, 붉은줄접시조개 등 대부분 2~3cm내외이지만 왜접시조개는 1cm 안팍, 가장 큰 녹껍질대양조개는 5cm 가량이다.
왜접시조개를 제외하고 대체로 패각이 얇아 속이 비칠 듯 투명한 느낌이고 쉽게 부서진다.